# Perasia strigillaris
Perasia strigillaris är en fjärilsart som beskrevs av Jacob Hübner 1827. Perasia strigillaris ingår i släktet Perasia och familjen nattflyn. Inga underarter finns listade i Catalogue of Life.